# Þórir Ketilsson
Þórir Ketilsson (Thorir) es el nombre de varios personajes relacionados con la colonización de Islandia entre los siglos IX y X.

## Eyjafjörður
Þórir Ketilsson (n. 880), un vikingo y bóndi de Hleiðargarður, Saurbær í Eyjafirði, Eyjafjörður. Hijo del colono noruego Ketill Örnólfsson. Aparece citado en la saga de Njál. Padre de Þorkell Þórisson y Ormur Þórisson.

## Foss
Þórir Ketilsson (n. 952), un vikingo y bóndi de Foss, y personaje de la saga de Njál. Estaba casado con Ástríður Modólfsdóttir (n. 956) y tuvo tres hijos varones.

## Suður-Þingeyjarsýsla
Þórir snepill Ketilsson, un vikingo sin genealogía conocida, de Fnjóskadalur en Suður-Þingeyjarsýsla. Según Landnámabók, durante el trayecto el barco fue atacado por piratas vikingos pero él y su tripulación lograron zafarse de la embestida. Al llegar a Skjálfandafljót, se aventuró a buscar un emplazamiento en Köldukinn, entre Skuggabjarga y Ljósavatnsskarð, pero no le gustó y entonces se dirigió a Fnjóskadalur. Se casó con Guðlaug Hrólfsdóttir y de esa relación tuvieron varios hijos: Öngull hinn svarti (el Negro), Hrafn, y Guðríður que sería esposa de Þorgeir Ljósvetningagoði (en otras fuentes, Guðríður es hija de Þorkell Þórisson de Eyjafjorður).